# Berlin-Marathon 1979
| 6. Berlin-Marathon     | 6. Berlin-Marathon          |
| ---------------------- | --------------------------- |
| Stadt                  | Berlin, Deutschland         |
| Datum                  | 30. September 1979          |
| Distanz                | 42,195 Kilometer            |
| Sieger                 |                             |
| Männer                 | Ingo Sensburg (2:21:09 h)   |
| Frauen                 | Jutta von Haase (3:07:07 h) |
| ← Berlin-Marathon 1978 | Berlin-Marathon 1980 →      |
| Website                | Offizielle Website          |

Der Berlin-Marathon 1979 war die 6. Ausgabe der jährlich stattfindenden Laufveranstaltung in West-Berlin, Bundesrepublik Deutschland. Der Marathon fand am 30. September 1979 statt.
Bei den Männern gewann Ingo Sensburg in 2:21:09 h, bei den Frauen Jutta von Haase in 3:07:07 h. 

## Ergebnisse

### Männer
| Platz | Athlet            | Land           | Zeit (h) |
| ----- | ----------------- | -------------- | -------- |
| 01    | Ingo Sensburg     | BR Deutschland | 2:21:09  |
| 02    | Wilfried Jackisch | BR Deutschland | 2:24:53  |
| 03    | Ronald Scherbaum  | BR Deutschland | 2:30:07  |

### Frauen
| Platz | Athletin        | Land           | Zeit (h) |
| ----- | --------------- | -------------- | -------- |
| 01    | Jutta von Haase | BR Deutschland | 3:07:07  |
| 02    | Ursula Wedig    | BR Deutschland | 3:35:45  |
| 03    | Marlies Neese   | BR Deutschland | 3:41:31  |